# Município de Baughman (condado de Wayne, Ohio)
Localização do Ohio nos E.U.A.
O município de Baughman (em inglês: Baughman Township) é um município localizado no condado de Wayne no estado estadounidense de Ohio. No ano 2010 tinha uma população de 4536 habitantes e uma densidade populacional de 47,59 pessoas por km².

## Geografia
O município de Baughman encontra-se localizado nas coordenadas 40° 51′ 22″ N, 81° 42′ 01″ O. Segundo a Departamento do Censo dos Estados Unidos, o município tem uma superfície total de 95.31 km², da qual 94,97 km² correspondem a terra firme e (0,35 %) 0,34 km² é água.

## Demografia
Segundo o censo de 2010, tinha 4536 pessoas residindo no município de Baughman. A densidade de população era de 47,59 hab./km².